# Thronistes rouxi
Thronistes rouxi är en skalbaggsart som beskrevs av Hermann Burmeister 1847. Thronistes rouxi ingår i släktet Thronistes och familjen Dynastidae. Inga underarter finns listade i Catalogue of Life.